# Список фільмів про Стародавній Рим
У цій статті наведено список фільмів, які відбуваються в часи Римського королівства, Римської республіки чи Римської імперії. Так відзначені фільми лише частково, дії яких відбуваються в Римі.

## Заснування Риму
Фільми, які відбуваються під час заснування Риму, включають:
| Назва         | Дата випуску | Примітки |
| ------------- | ------------ | --- |
| Дуель титанів | 1961 рік     | заснований на легенді про Ромула та Рема зі Стівом Рівзом у ролі Ромула та Гордоном Скоттом у ролі Ремуса                                          |
| Месник        | 1962 рік     | за мотивами « Енеїди» Вергілія зі Стівом Рівзом у ролі Енея : історія героя, що веде тих, хто втекли від Троянської війни, на нові землі в Італії. |
| Перший король | 2019 рік     | архаїчною латиною; режисер Маттео Ровере |

## Римське королівство

### ПравлінняРомула
| Назва                  | Дата випуску | Примітки                                         |
| ---------------------- | ------------ | ------------------------------------------------ |
| Ромул і сабіняни       | 1961 рік     |                                                  |
| Зґвалтування сабінянок | 1962 рік     | про зґвалтування сабінянок (реж. Річард Поттьє ) |

### ПравлінняТулла Гостілія
| Назва           | Дата випуску | Примітки                                                                 |
| --------------- | ------------ | ------------------------------------------------------------------------ |
| Дуель чемпіонів | 1961 рік     | з Аланом Леддом у ролі Горація та Робертом Кітом у ролі Тулла Хостиліуса |

## Римська республіка

### Ранньоримська республіка
| Назва                      | Дата випуску | Примітки |
| -------------------------- | ------------ | --- |
| Le vergini di Roma         | 1961 рік     | Французько-італійський фільм (режисери Карло Луїджі Брагалья та Вітторіо Коттафаві ), включаючи персонажів етруського короля Порсенни та Муція Сцеволи |
| Герой Риму                 | 1964 рік     | з Гордоном Скоттом у ролі Гая Муція Сцеволи (режисер Джорджо Ферроні )                                                                                 |
| Коріолан: Герой без країни | 1964 рік     | з Гордоном Скоттом у ролі Гая Марція Коріолана (реж. Джорджіо Ферроні )                                                                                |
| Бренн, ворог Риму          | 1963 рік     | про битву при Аллії та розграбування Риму в 387 р. до н.е., з Гордоном Скоттом у ролі Бренна                                                           |

### Друга Пунічна війна
| Назва                                   | Дата випуску | Примітки |
| --------------------------------------- | ------------ | --- |
| Cabiria                                 | 1914 рік     | монументальна італійська постановка (реж. Джованні Пастроне, за сценарієм Габріеле д'Аннунціо ), що стосується кампанії Ганнібала в Італії, облоги Сіракуз і битви при Замі, з такими персонажами, як Мазінісса ; також перший фільм Maciste |
| Сципіон Африканський: Поразка Ганнібала | 1937 рік     | про кар’єру Сципіона Африканського аж до його поразки від Ганнібала в битві при Замі |
| Кохана Юпітера                          | 1955 рік     | з Говардом Кілом у ролі Ганнібала та Джорджем Сандерсом у ролі Фабія Максима |
| Ганнібал                                | 1959 рік     | Італійська післявоєнна постановка про похід Ганнібала в Італію, включаючи битву при Каннах. Зірки Віктор Зрілий. |
| L'Assedio di Siracusa                   | 1960 рік     | про облогу Сіракуз з Россано Брацці в ролі Архіміда |
| Ганнібал                                | 2006 рік     | Телевізійна документальна драма режисера Едварда Базальгетта з Олександром Сіддігом у ролі Ганнібала |

### Третя Пунічна війна
| Назва               | Дата випуску | Примітки                                            |
| ------------------- | ------------ | --------------------------------------------------- |
| Cartagine in fiamme | 1960 рік     | за романом Еміліо Салгарі, реж. від Карміна Галлоне |

### 2 століття до н. е.
| Назва                                                                     | Дата випуску | Примітки |
| ------------------------------------------------------------------------- | ------------ | --- |
| Сципіон африканський                                                      | 1971 рік     | про подальше життя Сципіона; режисер Луїджі Магні, Марчелло Мастроянні в ролі Сципіона Африканського, Сільвана Мангано в ролі Емілії Терції і Вітторіо Гассман у ролі Катона Старшого |
| Сотник                                                                    | 1961 рік     | про битву при Коринфі (146 р. до н. е.), з Джоном Дрю Беррімором у ролі Діея |
| Революція ( Стародавній Рим: Підйом і занепад імперії – Епізод четвертий) | 2006 рік     | документальна драма про реформи Тіберія Гракха |

### Третя рабська війна
| Назва                    | Дата випуску | Примітки |
| ------------------------ | ------------ | --- |
| Спартак                  | 1926 рік     | рання радянська постановка (реж. Ертугрул Мухсін-Бей), заснована на романі Рафаелло Джованьйолі [нині втрачено]                                                                  |
| Спартако                 | 1953 рік     | реж. автор Ріккардо Фреда |
| Спартак                  | 1960 рік     | з Кірком Дугласом у ролі Спартака та Лоуренсом Олів'є в ролі Марка Ліцинія Красса (реж. Стенлі Кубрик )                                                                          |
| Ілюстрація Спартака      | 1962 рік     | неофіційний італійський сиквел «Спартака» режисера Серджіо Корбуччі |
| Спартак                  | 2004 рік     | з Гораном Вішнічем у ролі Спартака (реж. Роберт Дорнгейм) |
| Спартак: Кров та пісок   | 2010 рік     | з Енді Вітфілдом у ролі Спартака, Ману Беннеттом у ролі Крікса, Пітером Менса в ролі Еномая, Джоном Ханною в ролі Лентула Батіата та Крейгом Паркером у ролі Гая Клавдія Глабера |
| Спартак: Боги Арени      | 2011 рік     | приквел до Спартака: Кров і пісок. Сюжет « Боги Арени » розповідає про життя Лентулуса Батіата (Джон Ханна) як ланіста, а Ганника ( Дастін Клер ) як гладіатора.                 |
| Спартак: Помста          | 2012 рік     | продовження «Спартака: Кров і пісок», де Ліам МакІнтайр замінив Енді Вітфілда на посаді Спартака після несподіваної смерті Вітфілда в 2011 році.                                 |
| Спартак: Війна проклятих | 2013 рік     | третій (останній) сезон серіалу |

### Юлій Цезар
| Назва                                                              | Дата випуску | Примітки |
| ------------------------------------------------------------------ | ------------ | --- |
| Гай Юлій Цезар                                                     | 1914 рік     | німий фільм режисера Енріко Гуаццоні |
| Цезар проти піратів                                                | 1962 рік     | розповідь про Цезаря, якого спіймали пірати, і він попросив допомоги повернутися до Риму |
| Цезар Завойовник                                                   | 1962 рік     | італійський фільм про кар'єру Юлія Цезаря та його галльські війни (режисер Таніо Бочча ) |
| Гіганти Риму                                                       | 1964 рік     | Італійсько-французький пригодницький фільм, діючий у римській війні проти Верцингеторікса (режисер Антоніо Маргеріті ), з Річардом Гаррісоном у ролі Клавдія Марцелла                                        |
| Юлій Цезар                                                         | 1950 рік     | (режисер Девід Бредлі). Це екранізація п’єси Шекспіра |
| Юлій Цезар                                                         | 1953 рік     | йдеться про вбивство Юлія Цезаря та громадянську війну визволителів, Марлон Брандо в ролі Марка Антонія та Джон Гілгуд у ролі Гая Кассія Лонгіна (режисер Йозеф Л. Манкевич ). Це екранізація п’єси Шекспіра |
| Юлій Цезар                                                         | 1970 рік     | йдеться про вбивство Юлія Цезаря та громадянську війну визволителів |
| друїди                                                             | 2001 рік     | життя та кар'єра Верцингеторікса (у головній ролі Крістофер Ламберт ), галльський противник Риму у фільмі Жака Дорфмана                                                                                      |
| Юлій Цезар                                                         | 2002 рік     | |
| Імперія                                                            | 2005 рік     | |
| Рим                                                                | 2005 рік     | йдеться про вбивство Юлія Цезаря та громадянську війну визволителів |
| Цезар ( Стародавній Рим: Підйом і занепад імперії – Епізод перший) | 2006 рік     | документальна драма про галльські війни та громадянську війну Цезаря |
| Римська імперія: правління крові                                   | 2018 рік     | п'ять серій документального/драматичного серіалу від Netflix про життя та правління Юлія Цезаря |

### Клеопатра
| Назва                   | Дата випуску | Примітки |
| ----------------------- | ------------ | --- |
| Клеопат                 | 1899 рік     | Французький фільм, знятий Жоржем Мельєсом, найраніша відома версія, яка вважається втраченою, віднайдено в 2005 році. |
| Антоній і Клеопатра     | 1908 рік     | фільм за участю Моріса Костелло та Флоренс Лоуренс |
| Клеопат                 | 1910 рік     | Французький фільм Анрі Андреані та Фердинанда Зекки |
| Клеопат                 | 1912 рік     | нова мовчазна версія за п'єсою Вікторієна Сарду (реж. Чарльз Л. Гаскілл) |
| Маркантоніо і Клеопатра | 1913 рік     | Італійське виробництво з епохи німого кіно, режисер Енріко Гуаццоні |
| Клеопатра               | 1917 рік     | Американський фільм з Тедою Барою в ролі Клеопатри (реж. Дж. Гордон Едвардс ) |
| Клеопатра               | 1928 рік     | друга американська версія (реж. Рой Вільям Ніл ) |
| Клеопатра               | 1934 рік     | з Клодетт Кольбер у ролі Клеопатри (реж. Сесіль Б. ДеМілль ) |
| Цезар і Клеопатра       | 1945 рік     | з Вів'єн Лі в ролі Клеопатри та Клодом Рейнсом у ролі Юлія Цезаря (реж. Габріель Паскаль), за п'єсою Г. Б. Шоу |
| Легіони Клеопатри       | 1959 рік     | Італійський фільм режисера Вітторіо Коттафаві |
| Нільський змій          | 1953 рік     | режисер Вільям Касл з Рондою Флемінг у ролі Клеопатри |
| Королева для Цезаря     | 1962 рік     | Італійський фільм з Паскаль Петі (реж. П'єро П'єротті та Віктор Турянський) |
| Клеопатра               | 1963 рік     | включаючи Битву при Акціумі та Останню війну Римської Республіки, з Елізабет Тейлор у ролі Клеопатри, Річардом Бертоном у ролі Марка Антонія та Рексом Гаррісоном у ролі Юлія Цезаря (реж. Джозеф Л. Манкевич )                                                          |
| Продовжуйте Клео        | 1964 рік     | пародія на « Клеопатру » Й. Манкевича з Сідом Джеймсом у ролі Марка Антонія (реж. Джеральд Томас ), дія якої відбувається за правління Юлія Цезаря |
| Антоній і Клеопатра     | 1972 рік     | фільм за участю Чарльтона Хестона та Хільдегарди Ніл |
| Антоній і Клеопатра     | 1974 рік     | телевізійна версія постановки Королівської Шекспірівської компанії з Річардом Джонсоном та Джанет Сузман у головних ролях |
| Антоній і Клеопатра     | 1981 рік     | телевізійна версія, створена в рамках BBC Television Shakespeare з Коліном Блейклі та Джейн Лапотер у головних ролях |
| Клеопатра               | 1999 рік     | з Леонор Варела в ролі Клеопатри і Тімоті Далтоном в ролі Юлія Цезаря (реж. Франк Роддам ), за мотивами книги Маргарет Джордж |
| Астерікс і Клеопатра    | 1968 рік     | Бельгійсько-французький анімаційний фільм (реж. Рене Госінні та Альберта Удерзо), а також « Астерікс і Обелікс: Місія Клеопатра » (2002) французький/італійський фільм, заснований на тому самому джерелі, коміксі Госінні та Удерзо 1963 року « Астерікс і Клеопатра ». |
| Клеопатра               | 1983 рік     | 8-серійний серіал BBC TV про останній період правління династії Птолемеїв (реж. Джон Франкау) |
| Клеопатра               | 2007 рік     | Бразильський фільм з Алессандрою Негріні в ролі Клеопатри та Мігелем Фалабеллою в ролі Юлія Цезаря (режисер Жуліо Брессане ) |

## Римська імперія

### 1 століття до н. е.
| Назва           | Дата випуску | Примітки |
| --------------- | ------------ | --- |
| Імперія: Август | 2003 рік     | |
| імперія         | 2005 рік     | серіал |
| Рим             | 2005–2007 рр | 22-серійний телесеріал, спільне британсько-американо-італійське виробництво про перехід Риму від республіки до імперії (реж. Майкл Аптед ) |

### ЖиттяІсуса
| Title                                | Release date | Notes |
| ------------------------------------ | ------------ | --- |
| La vie et la passion de Jésus-Christ | 1903         | French Pathé production (dir. by Ferdinand Zecca) [second version (1907) as Vie et passion de notre seigneur Jésus-Christ] |
| Ben-Hur                              | 1907         | the first known version (15-minute long) adapted from the famous Lew Wallace's novel, dir. by Sidney Olcott |
| La vie et la passion de Jésus-Christ | 1914         | French Pathé remake (dir. by Maurice Maître) |
| Intolerance                          | 1916         | silent film told in several time-periods with a segment set in 27 AD leading to the Crucifixion |
| Three Ages                           | 1923         | a parody of Intolerance also with its own Roman section |
| Ben-Hur                              | 1925         | silent film dir. by Fred Niblo, starring Ramon Novarro (the picture noteworthy for its color segments and for the female nudity in the parade sequence)                                                                           |
| King of Kings                        | 1927         | |
| Golgotha                             | 1935         | |
| Ben-Hur                              | 1959         | a monumental Hollywood production directed by William Wyler, starring Charlton Heston; partly set in Rome |
| King of Kings                        | 1961         | |
| Pontius Pilate                       | 1962         | with Jean Marais as Pontius Pilate |
| The Life of Brian                    | 1979         | dir. by Terry Jones. It’s quite possibly one of the most infamous films ever made solely for the controversy surrounding the film being considered Blasphemous, though the Pythons themselves have asserted it’s not blasphemous. |
| The Last Temptation of Christ        | 1988         | dir. by Martin Scorsese, with Willem Dafoe as Jesus Christ |
| The Gospel of John                   | 2003         | |
| Ben-Hur                              | 2003         | animated version (the fourth in all) of the novel by Lew Wallace |
| The Passion of the Christ            | 2004         | dir. by Mel Gibson, with Jim Caviezel as Jesus Christ; recorded in original languages (Aramaic, Hebrew, Latin) |
| Ben Hur                              | 2010         | miniseries by Steve Shill |
| Ben-Hur                              | 2016         | new American version in 3-D directed by Timur Bekmambetov with Jack Huston as Ben-Hur |
| Risen                                | 2016         | a biblical drama dir. by Kevin Reynolds with Cliff Curtis featuring Yeshua (Jesus Christ) |
| The Chosen                           | 2017         | a series about the life of Jesus through the eyes of his followers |

### ПравлінняАвгуста,Тиберія,КалігулитаКлавдія
| Title                                         | Release date          | Notes |
| --------------------------------------------- | --------------------- | --- |
| Agrippina                                     | 1910                  | directed by Enrico Guazzoni                                                                                                 |
| Messalina                                     | 1924                  | directed by Enrico Guazzoni                                                                                                 |
| I, Claudius                                   | 1937, never completed | with Charles Laughton as Claudius. This is an adaptation of Robert Graves's novels "I, Claudius" and "Claudius the God".    |
| The Affairs of Messalina                      | 1951                  | with María Félix as Messalina                                                                                               |
| Barabbas                                      | 1953                  | Swedish version (dir. by Alf Sjöberg), the first based on the novel by Pär Lagerkvist                                       |
| The Robe                                      | 1953                  | based on the novel by Lloyd C. Douglas, with Richard Burton as Marcellus and Jean Simmons as Diana (dir. by Henry Koster)   |
| Demetrius and the Gladiators                  | 1954                  | sequel to The Robe (dir. Delmer Daves)                                                                                      |
| Messalina, venere imperatrice                 | 1960                  | dir. by Vittorio Cottafavi, with Belinda Lee as Messalina                                                                   |
| Barabbas                                      | 1961                  | American version, dir. by Richard Fleischer, starring Anthony Quinn                                                         |
| Massacre in the Black Forest                  | 1967                  | about the Battle of the Teutoburg Forest (dir. by Ferdinando Baldi)                                                         |
| The Caesars (TV series)                       | 1968                  | 6 episodes: Augustus; Germanicus; Tiberius; Sejanus; Caligula; Claudius                                                     |
| I, Claudius                                   | 1976                  | BBC TV series with Derek Jacobi as Claudius (an adaptation of Robert Graves's novels "I, Claudius" and "Claudius the God"). |
| Caligula                                      | 1979                  | with Malcolm McDowell as Caligula (dir. by Tinto Brass)                                                                     |
| Los cántabros                                 | 1980                  | about the Cantabrian wars with Paul Naschy (also director) as Marcus Agrippa                                                |
| The Inquiry                                   | 2006                  | with Max von Sydow as Tiberius                                                                                              |
| Barabbas                                      | 2012                  | the latest version based on the Lagerkvist's book, dir. by Roger Young, starring Billy Zane                                 |
| Britannia                                     | 2018                  | British TV series of a fictional account of the Roman conquest of Britain.                                                  |
| Horrible Histories: The Movie - Rotten Romans | 2019                  | Satiric Children's Film based on the Boudica Revolt                                                                         |

### ПравлінняНерона
| Назва                                                              | Дата випуску | Примітки                                                                                                   |
| ------------------------------------------------------------------ | ------------ | --- |
| Quo Vadis                                                          | 1901 рік     | найперша адаптація Люсьєна Нонге та Фердинанда Зекки                                                       |
| Quo Vadis                                                          | 1913 рік     | друга мовчазна версія режисера Енріко Гуаццоні                                                             |
| Quo Vadis                                                          | 1924 рік     | Італійська постановка режисерів Георга Якобі та Габріеліно Д'Аннунціо з Емілем Яннінгсом у ролі Нерона     |
| Знак Хреста                                                        | 1932 рік     | з Чарльзом Лотоном у ролі Нерона                                                                           |
| Скрипалі три                                                       | 1944 рік     | Британська постановка з Томмі Тріндером, Сонні Хейлом та Френсісом Л. Салліваном у ролі імператора Нерона. |
| Quo Vadis                                                          | 1951 рік     | Американська постановка з Пітером Устиновим у ролі Нерона (реж. Мервін ЛеРой )                             |
| Срібна чаша                                                        | 1954 рік     | у головній ролі Пол Ньюман (реж. Віктор Савілл )                                                           |
| римляни                                                            | 1965 рік     | класичний Доктор Хто 2 сезон, еп. 4                                                                        |
| Сатирикон Фелліні                                                  | 1969 рік     | фантастична драма, заснована на творі Петронія (реж. Федеріко Фелліні )                                    |
| Сатирикон                                                          | 1969 рік     | фантастична драма за твором Петронія (реж. Джан Луїджі Полідоро )                                          |
| Quo Vadis                                                          | 1985 рік     | Телевізійний міні-серіал режисера Франко Россі                                                             |
| Quo Vadis                                                          | 2001 рік     | Польська суперпродукція режисера Єжи Кавалеровича                                                          |
| Quo Vadis                                                          | 2002 рік     | Шестисерійний телевізійний серіал за основним польським виробництвом                                       |
| Нерон                                                              | 2004 рік     | АКА «Imperium: Nero», частина серії Imperium. Режисер: Пол Маркус                                          |
| Нерон ( Стародавній Рим: Підйом і занепад імперії – другий епізод) | 2006 рік     | документальна драма про правління Нерона                                                                   |
| Жахливі історії: Фільм - Гнилі римляни                             | 2019 рік     | Сатиричний дитячий фільм за мотивами повстання Будіка                                                      |

### ПовстанняБоудіка
| Назва                                  | Дата випуску | Примітки                                              |
| -------------------------------------- | ------------ | ----------------------------------------------------- |
| Королева вікінгів                      | 1967 рік     | Фільм заснований на повстанні Будіки                  |
| Королева воїнів                        | 1978 рік     | Серіал про повстання Будіки                           |
| Будіка                                 | 2003 рік     | фільм про повстання Будіки                            |
| Жахливі історії: Фільм - Гнилі римляни | 2019 рік     | Сатиричний дитячий фільм за мотивами повстання Будіка |

### ВиверженняВезувію
| Назва                                         | Дата випуску | Примітки |
| --------------------------------------------- | ------------ | --- |
| Останні дні Помпеї                            | 1913 рік     | німий фільм режисерів Маріо Казеріні та Еліотеріо Рудольфі                                                                    |
| Останні дні Помпеї                            | 1935 рік     | |
| Останні дні Помпеї                            | 1950 рік     | Французький фільм (реж. Паоло Моффа)                                                                                          |
| Останні дні Помпеї                            | 1959 рік     | реж. Маріо Боннар і Серджіо Леоне                                                                                             |
| Вгору, Помпеї!                                | 1969–1970 рр | Серіал ВВС |
| До Помпеї                                     | 1971 рік     | Дія відбувається в 79 році нашої ери, але анахронічно показує, що Нерон все ще правив через 10 років після його смерті (1971) |
| Останні дні Помпеї (телевізійний міні-серіал) | 1984 рік     | Міні-серіал ABC-TV |
| Помпеї: Останній день                         | 2003 рік     | |
| Імперія: Помпеї                               | 2007 рік     | частина серії Imperium. |
| Пожежі Помпеї                                 | 2008 рік     | новий Доктор Хто серія 4 еп. 2                                                                                                |
| Помпеї                                        | 2014 рік     | романтичний фільм-катастрофа режисера Пола У. С. Андерсона                                                                    |

### Династія Флавіїв
| Назва                                                                  | Дата випуску | Примітки |
| ---------------------------------------------------------------------- | ------------ | --- |
| Масада                                                                 | 1981 рік     | Телевізійний міні-серіал про облогу Масади під час Першої єврейсько-римської війни, реж. від Бориса Сагала                                                                                     |
| Апокаліпсис                                                            | 2000 рік     | телефільм про останнього вцілілого учня Ісуса Христа та його твори та видіння (реж. Рафаеле Мертес), у головних ролях Річард Гарріс у ролі святого Івана з Патри та Брюс Пейн у ролі Доміціана |
| Колізей: Римська арена смерті                                          | 2003 рік     | Документальна драма BBC Television, яка розповідає правдиву історію Вера, гладіатора, який бився в Римському Колізею, під час правління Тита                                                   |
| Повстання ( Стародавній Рим: Підйом і занепад імперії – Третій епізод) | 2006 рік     | документальна драма про Першу єврейсько-римську війну |
| Римські таємниці                                                       | 2007–2008 рр | десятисерійний серіал для молоді, режисер Пол Маркус |

### 85-110 рр. нашої ери
| Назва   | Дата випуску | Примітки |
| ------- | ------------ | --- |
| Даки    | 1967 рік     | Румунський фільм про дакійську війну Доміціана з П'єром Брісом у ролі Септімія Севера (реж. Серджіу Ніколаеску ) |
| Колонка | 1968 рік     | Румунський фільм про дакійські війни Траяна (реж. Мірча Драган )                                                 |

### ПравлінняАдріана
| Назва         | Дата випуску | Примітки                                                                                     |
| ------------- | ------------ | -------------------------------------------------------------------------------------------- |
| Орел Дев'ятий | 1977 рік     | шестисерійний міні-серіал BBC за романом Розмарі Саткліфф з Ентоні Хіггінсом у головній ролі |
| Сотник        | 2010 рік     | Бойовик, заснований на різанині Дев'ятого легіону, режисера Ніла Маршалла                    |
| Орел          | 2011 рік     | екранізація роману Розмарі Саткліфф «Орел дев'ятого » режисера Кевіна Макдональда            |

### ПравлінняАнтоніна Пія
| Назва         | Дата випуску | Примітки                                                             |
| ------------- | ------------ | -------------------------------------------------------------------- |
| Андрокл і Лев | 1952 рік     | Дія відбувається в 161 році нашої ери за п’єсою Джорджа Бернарда Шоу |

### ПравлінняКоммода
| Назва                            | Дата випуску | Примітки |
| -------------------------------- | ------------ | --- |
| Падіння Римської імперії         | 1964 рік     | Друга половина відбувається в Римі, з Крістофером Пламмером у ролі Коммода (реж. Ентоні Манн )                 |
| Два гладіатори                   | 1964 рік     | Італійський приквел наступного, реж. Маріо Каяно                                                               |
| Гладіатор                        | 2000 рік     | Друга половина відбувається в Римі, частково рімейк «Падіння Римської імперії » (реж. Рідлі Скотт )            |
| Римська імперія: правління крові | 2016 рік     | Шестисерійний документальний/драматичний серіал виробництва Netflix про життя та правління імператора Коммода. |

### 250-272 рр. нашої ери
| Назва             | Дата випуску | Примітки |
| ----------------- | ------------ | --- |
| Знак гладіатора   | 1959 рік     | [відомий також як Шеба і гладіатор ] – про Пальміренську імперію цариці Зенобії (у головній ролі Аніта Екберг ) та її повторну анексію назад до Риму (реж. Гвідо Бріньоне та Мікеланджело Антоніоні ) |
| Чудовий гладіатор | 1964 рік     | Італійський фільм — історія про гладіатора часів імператора Галлієна (реж. Альфонсо Брешія) |

### ПравлінняДіоклетіана
| Назва     | Дата випуску | Примітки |
| --------- | ------------ | --- |
| Себастьян | 1976 рік     | гомоеротична версія легенди про святого Себастьяна; чудовий також як перший фільм, повністю записаний латиною |

### 310-315 н.е. (епохаКостянтина)
| Назва                                                                  | Дата випуску | Примітки |
| ---------------------------------------------------------------------- | ------------ | --- |
| Бій гладіаторів                                                        | 1949 рік     | також Фабіола італійський фільм з Мішель Морган                                                                                     |
| Костянтина і Хреста                                                    | 1962 рік     | аж до битви біля Мільвійського мосту в 312 році нашої ери з Корнелом Уайльдом у ролі Костянтина Великого                            |
| Падіння Риму                                                           | 1963 рік     | італійський баска-фільм, історія, заснована на переслідуванні християн після смерті імператора Костянтина (реж. Антоніо Маргеріті ) |
| Костянтин ( Стародавній Рим: Підйом і занепад імперії – п’ятий епізод) | 2006 рік     | документальна драма про піднесення Костянтина                                                                                       |

### Аттіла гунн
| Назва         | Дата випуску | Примітки                                                                                            |
| ------------- | ------------ | --------------------------------------------------------------------------------------------------- |
| Аттіла        | 1954 рік     | з Ентоні Куінном у ролі Аттіли Гунна та Софі Лорен у ролі Юста Грата Гонорії                        |
| Знак язичника | 1954 рік     | з Джеком Палансом у ролі Аттіли гунна                                                               |
| Аттіла        | 2001 рік     | спільна американсько-литовська постановка з Джерардом Батлером у ролі Аттіли Гуна (реж. Дік Лоурі ) |

### Пізня імперія
| Назва                                                                     | Дата випуску | Примітки |
| ------------------------------------------------------------------------- | ------------ | --- |
| Помста варварів                                                           | 1960 рік     | про розграбування Риму вестготами в 410 році нашої ери (реж. Джузеппе Варі )                                                                                               |
| Kampf um Rom I                                                            | 1968 рік     | про боротьбу в Італії, де панували остготи, за романом Фелікса Дана (реж. Роберт Сіодмак )                                                                                 |
| Kampf um Rom II : Der Verrat                                              | 1969 рік     | продовження (перерахованого вище) німецького виробництва |
| тайці                                                                     | 1984 рік     | Польський фільм (реж. Ришард Бер) за оповіданням Анатоля Франса про епізод із життя Олександрії IV ст.                                                                     |
| Тит Андронік                                                              | 1985 рік     | вигадана історія генерала римської армії, заснована на трагедії Вільяма Шекспіра ; Телевізійна версія ВВС реж. Джейн Хауелл                                                |
| Тит                                                                       | 1999 рік     | адаптація Джулі Теймор з Ентоні Гопкінсом у ролі Тіта Андроніка |
| король Артур                                                              | 2004 рік     | |
| Подорож додому                                                            | 2004 рік     | за мотивами поеми « De reditu suo » Рутілія Клавдія Наматіана |
| Падіння Риму ( Стародавній Рим: Підйом і падіння імперії – епізод шостий) | 2006 рік     | документальна драма про розграбування Риму вестготами Алариха |
| Останній Легіон                                                           | 2007 рік     | наповнений розпадом Західної Римської імперії в 5 столітті та легендарно-фантастичними елементами з історії Британії (реж. Дуг Лефлер ), з Коліном Фертом та Беном Кінгслі |
| Агора                                                                     | 2009 рік     | Іспанський фільм (реж. Алехандро Аменабар ) з Рейчел Вайс у головній ролі Гіпатії, жінки-філософки та вченої з Олександрії                                                 |
| Неспокійне серце: Сповіді святого Августина                               | 2010 рік     | біографічний фільм про Августина з Бегемота, реж. Крістіан Дугей |
| Занепад імперії                                                           | 2014 рік     | про «християнського святого, який кинув виклик імперії» (реж. Майкл Редвуд), з Пітером О'Тулом у ролі Корнеліуса Галуса (його остання роль у кіно)                         |

## Без дати
| Назва                              | Дата випуску | Примітки |
| ---------------------------------- | ------------ | --- |
| Римські скандали                   | 1933 рік     | Сон Едді Кантора. |
| Веселий випадок по дорозі на Форум | 1966 рік     | Кіноверсія музичної п’єси – натхненна фарсами давньоримського драматурга Плавта (251-183 рр. до н.е.), зокрема Псевдола, Майлза Глоріоза та Мостеллярії. |
| Арена                              | 1974 рік     | [також відомий як Голі воїни ] – історія двох гладіаторок з арени Брундізіум, реж. Стівом Карвером                                                       |
| Історія світу, частина I           | 1981 рік     | Дія розділу «Римська імперія» цієї широкої сатири відбувається в Римі                                                                                    |
| Амазонки і гладіатори              | 2001 рік     | Австралійський бойовик/пригодницький фільм римських часів (реж. Закарі Вайнтрауб)                                                                        |